# ديك فارلي (كرة سلة)
ديك فارلي (بالإنجليزية: Dick Farley)‏ مواليد 13 أبريل 1932 في إنديانا - الوفاة 01 أكتوبر 1969، كان لاعب كرة سلة أمريكي. بدأ مسيرته الاحترافية في سنة 1954. تم اختياره من قبل فريق فيلادلفيا سفنتي سيكسرز خلال الدرافت. بلغ طوله 6 قدم 4 بوصة (1.9 م). اعتزل اللعب في 1959. فاز بلقب دوري إن بي إيه. لعب مع فيلادلفيا سفنتي سيكسرز وديترويت بيستونز.

## روابط خارجية
- ديك فارلي على موقع إن بي أي (الإنجليزية)
- ديك فارلي على موقع سبورتس رفرنس (الإنجليزية)
- ديك فارلي على موقع كلية كرة السلة في سبورتس رفرنس.كوم (الإنجليزية)
- ديك فارلي على موقع ريلجم (الإنجليزية)
- ديك فارلي على موقع بروبوليرز (الإنجليزية)